# Danielskuil
Danielskuil este un oraș din provincia Noord-Kaap, Africa de Sud.